# Monte della Difesa
Il Monte della Difesa (925,2 m s.l.m.)  è una montagna dei Monti Lepini nell'Antiappennino laziale, che si trova nel Lazio, nella provincia di Latina, tra i comuni di Maenza e Roccagorga.